# Eine wie diese
Eine wie diese ist ein deutscher Fernsehfilm aus dem Jahr 2015 von Franziska Buch (Regie). Die Hauptrollen sind mit Cornelia Gröschel, Steffi Kühnert und Peter Heinrich Brix besetzt. Die Erstausstrahlung erfolgte in Deutschland am 10. Mai 2015.

## Handlung
Anfang der 1970er-Jahre arbeitet Siggi Thieme als Sekretärin auf einer Polizeidienststelle in Bremen, wo auch ihr Vater beschäftigt ist. Da sie sich nicht ausgelastet fühlt, bewirbt sie sich als eine der ersten Frauen bei der Kriminalpolizei, ohne es ihren Eltern, ihrer Schwester Elke oder ihrem Freund Jürgen mitzuteilen. Als sie die Aufnahmeprüfung besteht und die Ausbildung beginnen möchte, stößt sie bei diesen auf Unverständnis. Ihr Vater will ihr die Ausbildung untersagen, solange sie noch zu Hause wohnt. Siggi setzt sie allerdings fort und zieht in eine WG mit ihrer Freundin Jutta, die als einzige eingeweiht war.
Jürgen möchte, dass Siggi mit ihm in eine Wohnung zieht und sie eine Familie gründen. Da sie das ablehnt, kommt es zur Trennung. Die Ausbildung ist hart und verlangt Siggi viel ab, einschließlich eines Aufnahmerituals. Auch die einzige Ausbildungskollegin, Thea Ritter, steht ihr erst spät zur Seite. Im Polizeidienst sieht sie sich schließlich mit ihrer Freundin konfrontiert, die sie als Hausbesetzerin festnehmen muss, und nach einer Schlägerei muss sie ihren Freund befragen. Sie versucht der Prostituierten Ramona zu helfen und deren Zuhälter „King“ zu überführen, was ihr nach einigen Fehlschlägen auch gelingt.
Schließlich akzeptiert ihr Vater ihren Beruf, und Jürgen und sie nähern sich wieder an.

## Soundtrack
- Gilbert O’Sullivan: A Woman’s Place
- Jimi Hendrix: Hey Joe
- Eric Clapton: I Shot The Sheriff
- James Brown: I Feel Good
- Doors: People are Strange
- Rolling Stones: Honky Tonk Women
- Earth, Wind and Fire: Mighty, Mighty
- Santana: Black Magic Woman
- Burt Bacharach: Hasbrook Heights
- Bert Kaempfert: Tea and Trumpets / Magic Moments[1]

## Produktionsnotizen
Der Film wurde in den Jahren 2013–2014 unter dem Arbeitstitel Die Polizistin – Siggis Sommer und von Ziegler Film produziert. Drehorte waren Bremen und Berlin. Um die historischen Gegebenheiten darzustellen, wurden zum Großteil Filmkulissen verwendet.

## Kritiken
‚Eine wie diese‘ ist eine klassische Entwicklungsgeschichte auf dem Hintergrund des Zeitgeists der 70er Jahre. Autorin Meriko Gehrmann ist sichtlich darum bemüht, viele Themen des Jahrzehnts in ihre Geschichte einfließen zu lassen, ohne sie mit allzu vielen Sprechblasen der Zeit oder mit Erklärsätzen zu belasten. Dass ausgerechnet der vorgestrige Papa mit seinem Kollegen ‚Willys‘ Bafög-Gesetz diskutiert, wirkt wenig glaubhaft. Nimmt man es als Zeichen dafür, dass der Alte bereit ist, sich geistig zu ‚bewegen‘, bleibt das eine wenig geglückte (da mit Ausrufezeichen versehene) Szene. Grenzwertig sind auch die Anspielungen bei Tisch auf die Benzinschleuder des selbstgefälligen Prokuristenschwagers oder auch die überdeutliche Schicht-spezifische Polarisierung innerhalb der Familie (Malocher vs. ‚was Besseres‘).